# Halen (Belgien)
Halen (Limburgisch: Hôle) ist eine belgische Kleinstadt im Westen der Provinz Limburg, die zur Region Flandern gehört. Die Stadt zählt 9545 Einwohnern (Stand 1. Januar 2024) und hat eine Fläche von 36,29 km².

## Geografie
Halen liegt an der Nationalstraße N 2 zwischen Diest (etwa 7 km nordwestlich) und Hasselt (etwa 17 km östlich). Westlich der Stadt führt am Autobahnanschluss 25 (Halen) die Autobahn A 2 über die N 2.
Durch Halen fließen der Fluss Demer und seine Nebenflüsschen Gete und Velp, die beide in Halen in die Demer münden.

## Geschichte
Bei Halen, an der Brücke über die Gete, fand im Ersten Weltkrieg im August 1914 mit dem Gefecht bei Haelen eine der ersten Kampfhandlungen während der deutschen Besetzung Belgiens statt. Die belgische Armee war zwar siegreich, aber das Gefecht hatte keine nennenswerten Auswirkungen auf die feindliche Besetzung des Landes. Ein kleines Museum erinnert an diese Kampfhandlungen.

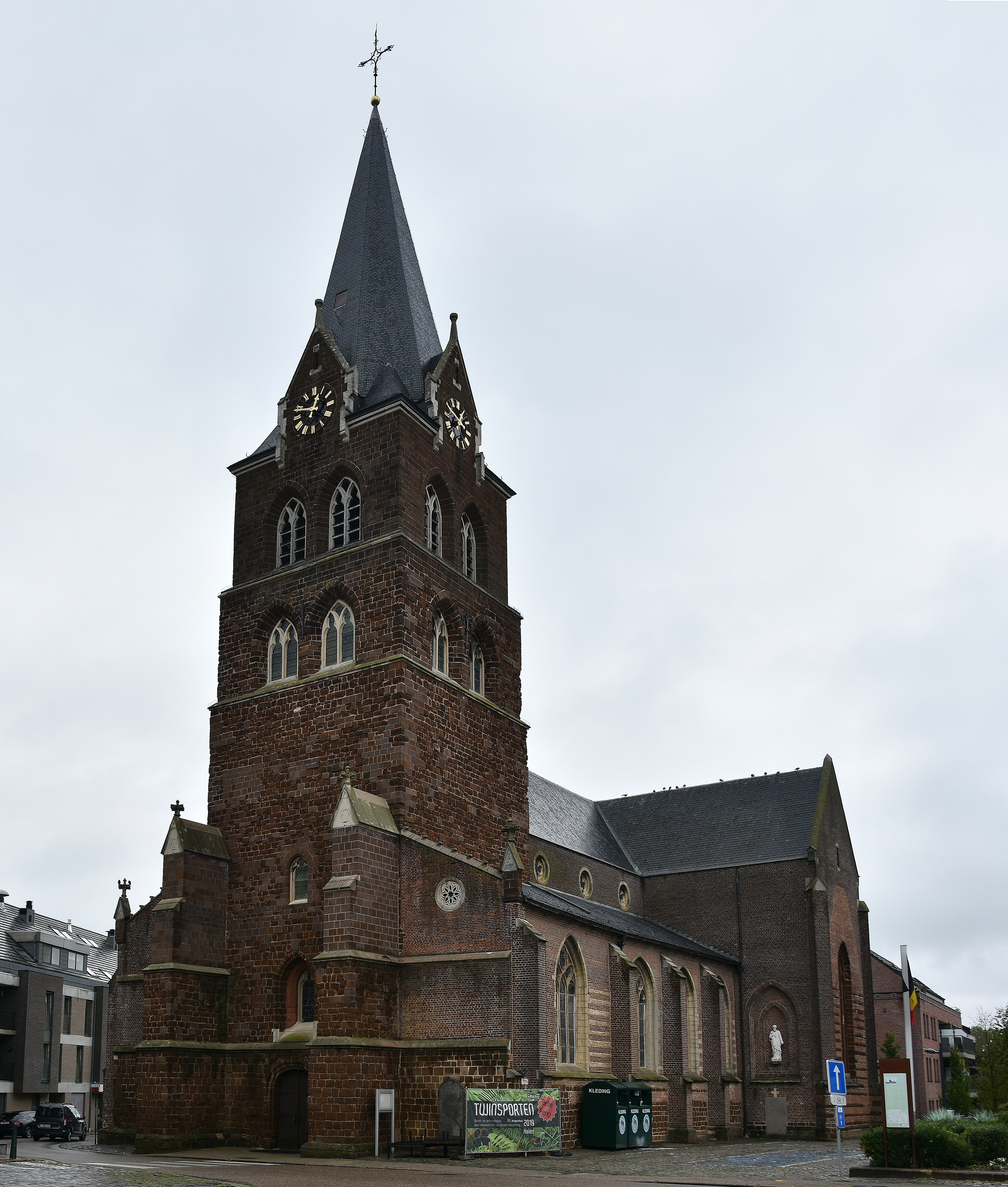
Kirche Sint Pieter in de Banden

Die heutige Gemeinde entstand durch den Zusammenschluss der vormals selbständigen Gemeinden Halen und Loksbergen am 1. Januar 1965 und Zelem am 1. Januar 1977. Seit Juli 1985 hat sie den Status einer Stadt.

## Sehenswürdigkeiten
Die Kirche Sint Pieter in de Banden (St. Peter in Ketten) stammt aus dem 11. Jahrhundert. Die obersten Geschosse des Turmes und seine Spitze wurden erst nach dem Ersten Weltkrieg gebaut.

## Städtepartnerschaft
Halen ist die Partnerstadt der deutschen Stadt Pasewalk (Vorpommern).